# Le Lombard
Le Lombard, poznan tudi kot Les Éditions du Lombard do leta 1989, je belgijska stripovska založba, ustanovljena leta 1946 ob nastanku revije Tintin. Le Lombard je zdaj del Média-Participations, poleg založb Dargaud in Dupuis, pri čemer je vsaka entiteta ohranila uredniško neodvisnost.

## Zgodovina
Les Éditions du Lombard so ustanovili Raymond Leblanc in njegovi partnerji leta 1946. Želeli so ustvariti ilustrirano mladinsko revijo in se odločili, da bi bil že dobro znani Tintin popoln junak. Poslovni partner André Sinave je šel k Tintinovemu ustvarjalcu Hergéju, da bi predlagal ustanovitev revije. Hergéja, ki je med vojno delal za Le Soir, so preganjali zaradi domnevne kolaboracije z Nemci in takrat ni imel založnika. Po posvetovanju s prijateljem Edgarjem Pierrom Jacobsom se je Hergé strinjals predlogom. Prva številka revije Tintin je izšla 26. septembra 1946. Istočasno je izšla tudi nizozemska različica z naslovom Kuifje (v nizozemščini je to ime Tintina). 40.000 izvodov je bilo natisnjenih v francoščini, 20.000 pa v nizozemščini.
Leta 1986 je Le Lombard pridobil Média-Participations, danes pa objavlja okoli sto naslovov letno. Pred kratkim se je leta 2015 Le Lombard pridružil še dvanajstim drugim evropskim založnikom stripov, da bi ustvaril Europe Comics, digitalno pobudo, ki jo sofinancira program Kreativna Evropa Evropske komisije.

## Pomembni naslovi
- Alpha
- Angry Birds Stella
- Bob Morane
- Buddy Longway
- Chlorophylle
- Chick Bill
- Clifton
- Crusade
- Cubitus
- l'Élève Ducobu
- I.R.$.
- Lait entier
- Léonard
- Odilon Verjus
- Ric Hochet
- Smrkci
- Thorgal
- Tintin revija
- Jakari